# برة قيسارية (حيفا)
تقع جنوب مدينة حيفا وتبعد عنها 32كم وترتفع عن سطح البحر 25م، كانت القرية مبنية على أرض رملية مستوية بالقرب من بلدة قيسارية الرومانية البيزنطية، وتبعد حوالي 3كم إلى الشرق من شاطئ البحر الأبيض المتوسط، لايوجد معلومات كافية عن القرية، غير أن معنى اسمها هو خارج قيسارية لأنها بنيت بالقرب منها، وقد أقيمت على أراضيها مستوطنة «أور عقيفا» عام 1951.
أظهر مسح أثري لموقع القرية وجود بقايا حيطان وزجاج وقطع من المرمر والخزف في كثبان الرمال.
برة اختصاراً لكلمة برية والتي تعني باللهجة العامية الأراضي الواسعة التي ترعى فيها الماشية، ولأنها تتبع لأراضي قيسارية فعرفت باسم برة قيسارية.{1}
في سنة 1945، كان يقيم في قيسارية 930 مسلماً و30 مسيحياً. وكان شكل القرية العام موازياً للشاطئ، ممتداً من الشمال إلى الجنوب. وكانت منازلها مبنية بالحجارة المتماسكة بالطين أو بالأسمنت، غير أن بعض البدو كان يعيش في خيم يضربها حول قيسارية. وكان الطريق العام الساحلي يمر على بعد نحو 4 كيلومترات إلى الشرق منها.
أظهر مسح أثري لموقع القرية وجود بقايا حيطان وزجاج وقطع من المرمر والخزف في كثبان الرمال.

## المستوطناتالصهيونيةعلى اراضي القرية
بُنيت مستعمرة أور عقيفا على أراضي القرية في سنة 1951؛ وهي الآن بلدة صغيرة فيها أكثر من 7000 نسمة، وامتدت أيضاً على أراضي قرية قيسارية المدمّرة. وتقع قيسارية، التي سُجلت رسمياً في سنة 1977 بصفة مستعمرة، في الجوار.

## القرية اليوم

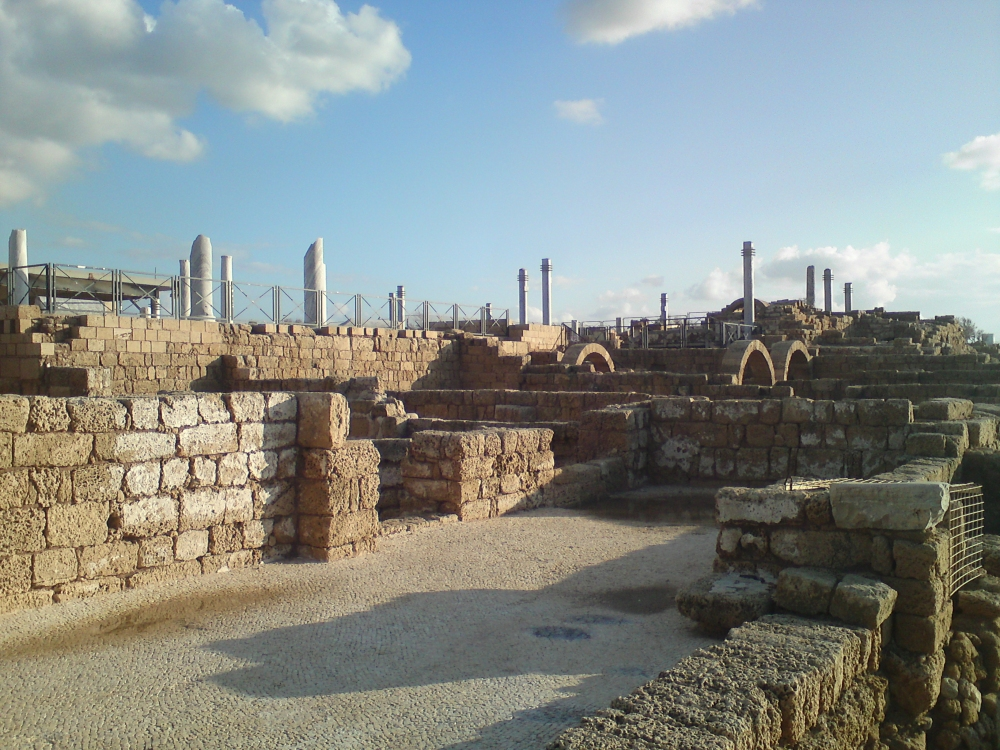
اثار قرية برة قيسارية

تتجمع في إحدى ساحات مستعمرة أور عقيفا أكوام من الأنقاض والحجارة، من بقايا آخر مجموعة من المنازل (التي تم تدميرها قبيل زيارة فريق الباحثين). ولا يزال جذع شجرة كينا، كانت مزروعة في القرية، قائماً في الموقع. وعلى الرغم من أن أكثر عائلات القرية تسكن الآن الضفة الغربية، بقي في القرية بضع عائلات (منها عائلة المختار السابق) شيّدت منازل جديدة تبعد نحو نصف كيلومتر إلى الشمال من الموقع الأساسي. أمّا الأراضي المحيطة بالموقع فقد امتدت المستعمرة إليها، أو بُنيت عليها منازل السكان الأصليين الجديدة، أو أصبحت بساتين حمضيات.

## احتلالها وتهجير سكانها
يذكر المؤرخ الإسرائيلي بِني موريس أن 'قيسارية كانت أولى القرى التي تمت فيها عملية منظمة لطرد السكان العرب، على يد الهاغاناه، في سنة 1948.' إذ احتلت وحدة من البلماح القرية في 15 شباط/ فبراير، و'هرب السكان أو أُمروا بالرحيل'، علماً بأن بعضهم هرب سابقاً خوفاً من هجوم متوقع. وعندما أصر عشرون قروياً على ملازمة منازلهم حتى بعد أن احتُلّت القرية، دمّرت وحدة من البلماح منازل القرية في 20 شباط/ فبراير. وكان قرار تهديم المنازل اتُخذ في أوائل شباط/ فبراير، في اجتماع هيئة الأركان العامة للهاغاناه. 

## إحصاءات وحقائق

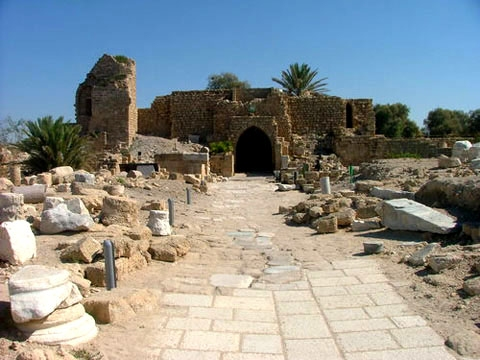
قرية برة قيسارية (حيفا)

| إحصاءات وحقائق          | القيمة                                                       |
| ----------------------- | ------------------------------------------------------------ |
| تاريخ الاحتلال الصهيوني | 15 أيار، 1948                                                |
| البعد من مركز المحافظة  | 32 كم جنوب غربي حيفا                                         |
| متوسط الارتفاع          | 25 متر                                                       |
| مدى التدمير             | أغلبية البيوت مدمرة، وعلى الأقل إحدى البيوت أو المباني باقية |
| التطهير العرقي          | لقد تم تطهير البلدة عرقياً بالكامل                            |